# Ходзьо Йосітокі
Ходзьо Йосітокі (яп. 北条義時,ほうじょう よしとき; 1163 — 1 липня 1224) — японський самурайський військовик періоду Камакура. Голова роду Ходзьо. Сіккен (регент) та фактичний володар Японії у 1205–1224 роках.

## Життєпис
Походив з роду Ходзьо. Син Ходзьо Токімаси, сіккена 1203–1205 років. Отримав класичну освіту, чудово володів зброєю. У 1180 році, з початком нової війни між Мінамото та Тайра, підтримав свого швагра Мінамото но Йорітомо. Брав участь у боротьбі проти Тайра но Мунеморі. У 1182 році оженився. В 1184 році відзначився у війні проти Мінамото-но Йошінака. 1185 року був в армії під орудою Мінамото но Норійорі у битві при Данноура. Після перемоги роду Мінамото увійшов до бакуфу (уряду) сьогуна Мінамото но Йорітомо. У 1189 році звитяжив в битві при Осю. У 1190 році увійшов до Палати радників.
Після смерті у 1199 році Йорітомо увійшов до регентської ради при новому сьогуні Мінамото но Йоріїе. Тривалий час підтримував батька у справі посилення впливу роду Ходзьо. Сприяв поваленню Йоріїе та встановленням новим сьогуном Мінамото но Санетомо у 1203 році. Проте того ж року виступив проти наміру батька стратити Хатакеяму Шіґетаду, що викликало конфлікт між Токімасою та Йосітокі. У 1204 році організував змову проти Хіраґа Томомасу, який загинув. У 1205 році разом із сестрою Масако змусив свого батька зректися посади сіккена.
Ходзьо Йосітокі намагався проводити політику, спрямовану на зміцнення свого власного впливу серед самураїв, але зустрів опір з боку низки впливових військових родів. У 1213 році Ходзьо спровокував на змову проти себе голову самурайського відомства самурайдокоро Ваду Йосіморі. Тому змова була розкрита, а Йосітокі розширив свої володіння за рахунок конфіскованих земель змовників. До того ж Йосітокі об'єднав керівництво над відомствами мандокоро й самурайдокоро. У 1217 році призначається губернатором провінції Муцу.
У 1218 році запропонував колишньому імператорі Ґо-Тоба зробити новим сьогуном сина останнього принца Наґахіто, але імператор не дав на це певної відповіді. У 1219 році сьогуна Санетомо було вбито. Тоді разом із сестрою Йосітокі оголосив новим сьогуном онука сестри Йорітомо — Кудзо Йоріцуне, що змінив ім'я на Фудзівара-но Йоріцуне. Від останнього отримав право особистої підпису під документами уряду сьогунату (бакуфу). У 1221 році імператор Ґо-Тоба оголосив Йосітокі своїм ворогом та узурпатором, маючи на меті зробити новим сьогуном свого сина. Ця війна отримала назву смута рокі Дзьокю. Проте бойові дії були не тривалі, завдяки активним діям Йосітокі, який розбив своїх супротивників, а потім захопив Кіото. За наказом Йосітокі імператора Ґо-Тоба було заслано на острові Окі.
У 1226 році він помер після тривалої хвороби. На момент смерті Йосітокі влада Ходзьо в Японії значно зміцнилася. Посаду сіккена успадкував старший син — Ясутокі.